# Список правителей Албании

## Королевство Албания(1272—1368)
| Портрет          | Имя                      | Дата рождения  | Дата смерти     | Годы правления       | Герб |
| ---------------- | ------------------------ | -------------- | --------------- | -------------------- | ---- |
|                  | Карл I Анжуйский         | 21 марта 1227  | 7 января 1285   | 1275 — 7 января 1285 |      |
|                  | Карл II Хромой Анжуйский | ок.1254        | 5 мая 1309      | 1285 — 1301          |      |
|                  | Филипп I Тарентский      | 10 ноября 1278 | 26 декабря 1331 | 1294 — 1332          |      |
|                  | Роберт Тарентский        | 1319 или 1326  | 10 октября 1364 | 1332 — 1332          |      |
|                  | Иоанн                    | 1294           | 5 апреля 1336   | 1332 — 1336          |      |
| Отсутствует фото | Карл Дураццо             | 1323           | 23 января 1348  | 1336—1348            |      |
| Отсутствует фото | Иоанна                   | 1344           | 20 июля 1387    | 1348 — 1368          |      |

## Княжество Албания(1368—1443)
| Портрет          | Имя             | Дата рождения | Дата смерти      | Даты правления                                  | Религия      |
| ---------------- | --------------- | ------------- | ---------------- | ----------------------------------------------- | ------------ |
|                  | Карл Топия      | 1338 или 1342 | январь 1388      | 1-е правление 1368—1382 2-е правление 1385—1388 | Христианство |
|                  | Балша II Балшич | XIV в.        | 18 сентября 1385 | 1382 — 1385                                     | Православие  |
|                  | Джиержи Топия   | XIV в.        | 1392             | 1388—1392                                       | Христианство |
|                  | Андрей I Топия  | ?             | после 1479       | 1392—1428                                       | Христианство |
| Фото отсутствует | Андрей II Топия | ?             | ?                | 1428 —1443                                      | Христианство |

## Османская Албания(1443—1912)
| Портрет | Имя                   | Дата рождения    | Дата смерти      | Даты правления                                                                              | Религия |
| ------- | --------------------- | ---------------- | ---------------- | ------------------------------------------------------------------------------------------- | ------- |
|         | Мехмед II Завоеватель | 30 марта 1432    | 3 мая 1481       | 1-е правление (август 1444 — сентябрь 1446) 2-е правление (3 февраля 1451 — 3 мая 1481)     | Ислам   |
|         | Мурад II              | июнь 1404        | 3 февраля 1451   | сентябрь 1446 — 3 февраля 1451                                                              | Ислам   |
|         | Баязид II             | 3 декабря 1447   | 26 мая 1512      | 22 мая 1481 — 24 апреля 1512                                                                | Ислам   |
|         | Селим I               | 10 октября 1465  | 22 сентября 1520 | 24 апреля 1512 — 22 сентября 1520                                                           | Ислам   |
|         | Сулейман I            | 6 ноября 1494    | 7 сентября 1566  | 22 сентября 1520 — 6 сентября 1566                                                          | Ислам   |
|         | Селим II              | 28 мая 1524      | 13 декабря 1574  | 5/6 сентября 1566—13 декабря 1574                                                           | Ислам   |
|         | Мурад III             | 4 июля 1546      | 15 января 1595   | 15 декабря 1574 — 16 января 1595                                                            | Ислам   |
|         | Мехмед III            | 26 мая 1566      | 22 декабря 1603  | 15 января 1595 — 22 декабря 1603                                                            | Ислам   |
|         | Ахмед I               | 18 апреля 1590   | 22 ноября 1617   | 22 декабря 1603 — 22 ноября 1617                                                            | Ислам   |
|         | Мустафа I             | 1591             | 20 января 1639   | 1-е правление 22 ноября 1617 — 26 февраля 1618 2-е правление 20 мая 1622 — 10 сентября 1623 | Ислам   |
|         | Осман II              | 3 ноября 1604    | 20 мая 1622      | 26 февраля 1618— 19 мая 1622)                                                               | Ислам   |
|         | Мурад IV              | 27 июля 1612     | 9 февраля 1640   | 10 сентября 1623 — 9 февраля 1640                                                           | Ислам   |
|         | Ибрагим I             | 14 ноября 1615   | 17 августа 1648  | 9 февраля 1640 — 8 августа 1648                                                             | Ислам   |
|         | Мехмед IV             | 2 января 1642    | 6 января 1693    | 8 августа 1648 — 8 ноября 1687                                                              | Ислам   |
|         | Сулейман II           | 15 апреля 1642   | 22 июня 1691     | 8 ноября 1687 — 22 июня 1691                                                                | Ислам   |
|         | Ахмед II              | 25 февраля 1643  | 6 февраля 1695   | 22 июня 1691 — 6 февраля 1695                                                               | Ислам   |
|         | Мустафа II            | 6 февраля 1664   | 29 декабря 1703  | 1695—1703                                                                                   | Ислам   |
|         | Ахмед III             | 31 декабря 1673  | 11 июля 1736     | 1703—1730                                                                                   | Ислам   |
|         | Махмуд I              | 2 августа 1696   | 13 декабря 1754  | 20 сентября 1730 — 13 декабря 1754                                                          | Ислам   |
|         | Осман III             | 2 января 1699    | 30 октября 1757  | 13 декабря 1754 — 30 октября 1757                                                           | Ислам   |
|         | Мустафа III           | 28 января 1717   | 21 января 1774   | 1757—1774                                                                                   | Ислам   |
|         | Абдул-Хамид I         | 20 марта 1725    | 7 апреля 1789    | 24 декабря 1773 — 7 апреля 1789                                                             | Ислам   |
|         | Селим III             | 24 декабря 1761  | 28 июня 1803     | 1789—1807                                                                                   | Ислам   |
|         | Мустафа IV            | 8 сентября 1779  | 28 июня 1808     | 1807—1808                                                                                   | Ислам   |
|         | Махмуд II             | 20 июля 1785     | 1 июля 1839      | 1808—1839                                                                                   | Ислам   |
|         | Абдул-Меджид I        | 23 апреля 1823   | 25 июня 1861     | 1 июля 1839 года—25 июня 1861 года                                                          | Ислам   |
|         | Абдул — Азиз          | 9 февраля 1830   | 4 июня 1876      | 15 июня 1861 года — 30 мая 1876 года                                                        | Ислам   |
|         | Мурад V               | 22 сентября 1840 | 29 августа 1904  | 30 мая — 31 августа 1876                                                                    | Ислам   |
|         | Абдул-Хамид II        | 22 сентября 1842 | 10 февраля 1918  | 31 августа 1876 года — 27 апреля 1909 года                                                  | Ислам   |
|         | Мехмед V              | 2 ноября 1844    | 3 июля 1918      | 27 апреля 1909 — 3 июля 1918                                                                | Ислам   |

## Княжество Албания(1914-1925)
| Портрет | Имя           | Дата рождения | Дата смерти    | Даты правления                           | Религия       |
| ------- | ------------- | ------------- | -------------- | ---------------------------------------- | ------------- |
|         | Скандербег II | 26 марта 1876 | 18 апреля 1945 | 7 марта 1914 года — 3 сентября 1914 года | Протестантизм |

## Албанская республика(1925—1928)
| Портрет | Имя        | Дата рождения  | Дата смерти   | Годы правления                   | Религия |
| ------- | ---------- | -------------- | ------------- | -------------------------------- | ------- |
|         | Ахмет Зогу | 8 октября 1895 | 9 апреля 1961 | 31 января 1925 — 1 сентября 1928 | Ислам   |

## Албанское королевство(1928—1939)
| Портрет | Имя                   | Дата рождения  | Дата смерти   | Даты правления                  | Религия |
| ------- | --------------------- | -------------- | ------------- | ------------------------------- | ------- |
|         | Зогу I Скандербег III | 8 октября 1895 | 9 апреля 1961 | 1 сентября 1928 — 7 апреля 1939 | Ислам   |

## Албанское королевство (ПротекторатИталии) (1939—1943)
| Портрет | Имя             | Дата рождения  | Дата смерти     | Даты правления                   | Религия    |
| ------- | --------------- | -------------- | --------------- | -------------------------------- | ---------- |
|         | Виктор Эманюэль | 11 ноября 1869 | 28 декабря 1947 | 16 апреля 1939 — 8 сентября 1943 | Католицизм |

## Албанское королевство(1943-1944)
| Портрет | Имя                  | Дата рождения    | Дата смерти   | Даты правления                  | Партия        |
| ------- | -------------------- | ---------------- | ------------- | ------------------------------- | ------------- |
|         | Ибрагим-бей Бичакчиу | 10 сентября 1905 | 4 января 1977 | 6 сентября — 26 октября 1943    | Бали Комбетар |
|         | Мехди-бей Фрашери    | 28 февраля 1874  | 25 мая 1963   | 20 октября 1943 — 3 ноября 1944 | Бали Комбетар |

## Народная Социалистическая Республика Албания(1946-1991)
| Портрет | Имя                | Дата рождения   | Дата смерти    | Даты правления                 | Партия                 |
| ------- | ------------------ | --------------- | -------------- | ------------------------------ | ---------------------- |
|         | Энвер Халиль Ходжа | 16 октября 1908 | 11 апреля 1985 | 8 ноября 1941 — 11 апреля 1985 | Албанская партия труда |
|         | Рамиз Алия         | 18 октября 1925 | 7 октября 2011 | 13 апреля 1985 — 13 июня 1991  | Албанская партия труда |

## Республика Албания(1991-н.в.)
| Портрет | Имя                   | Дата рождения    | Дата смерти    | Даты правления                | Партия                                                   |
| ------- | --------------------- | ---------------- | -------------- | ----------------------------- | -------------------------------------------------------- |
|         | Рамиз Алия            | 18 октября 1925  | 7 октября 2011 | 13 июня 1991 — 9 апреля 1992  | Социалистическая партия Албании                          |
|         | Сали Рам Бериша       | 15 октября 1944  |                | 9 апреля 1992 — 24 июля 1997  | Демократическая партия Албании                           |
|         | Реджеп Кемаль Мейдани | 17 августа 1944  |                | 24 июля 1997 — 24 июля 2002   | Социалистическая партия Албании                          |
|         | Альфред Спиро Мойсиу  | 1 декабря 1929   |                | 24 июля 2002 — 24 июля 2007   | Демократическая партия Албании                           |
|         | Бамир Мюртеза Топи    | 24 апреля 1957   |                | 24 июля 2007 — 24 июля 2012   | Демократическая партия Албании                           |
|         | Буяр Фаик Нишани      | 29 сентября 1966 | 28 мая 2022    | 24 июля 2012 — 24 июля 2017   | Демократическая партия Албании                           |
|         | Илир Мета             | 24 марта 1969    |                | 24 июля 2017 --- 24 июля 2022 | Социалистическое движение за интеграцию                  |
|         | Байрам Бегай          | 20 марта 1967    |                | с 24 июля 2022                | Беспартийный (выдвинут Социалистической партией Албании) |